# Praia Norte
Praia Norte é um município brasileiro do estado do Tocantins. Localiza-se a uma latitude 05º23'35" sul e a uma longitude 47º48'40" oeste, estando a uma altitude de 122 metros. Sua população estimada em 2004 era de 7 832 habitantes.
Possui uma área de 289,054 km².